# Едуардо до Лоней
Едуардо до Лоней (Count De Launay) е италиански дипломат. Подписва Берлинския договор.
Посланик в Берлин 1860 – 1892 г. Почива от грип.